# Episodi de L'allegra banda di Nick (tredicesima stagione)
La tredicesima stagione della serie televisiva L'allegra banda di Nick è stata trasmessa in anteprima in Canada dalla CBC Television tra il 30 settembre 1984 e il 31 marzo 1985.
| nº | Titolo originale         | Titolo italiano | Prima TV Canada   | Prima TV Italia |
| -- | ------------------------ | --------------- | ----------------- | --------------- |
| 1  | One More Go Round        |                 | 30 settembre 1984 |                 |
| 2  | The Return Of The Medusa |                 | 7 ottobre 1984    |                 |
| 3  | A Land Called Wan Shan   |                 | 14 ottobre 1984   |                 |
| 4  | The Phantom Fence Buster |                 | 28 ottobre 1984   |                 |
| 5  | 24 Hours                 |                 | 4 novembre 1984   |                 |
| 6  | Dream Hunters            |                 | 11 novembre 1984  |                 |
| 7  | Tongues Of Stone         |                 | 25 novembre 1984  |                 |
| 8  | Cut                      |                 | 25 novembre 1984  |                 |
| 9  | Mayday Payday            |                 | 9 dicembre 1984   |                 |
| 10 | Eye of the Beholder      |                 | 30 dicembre 1984  |                 |
| 11 | Keep the Pride           |                 | 6 gennaio 1985    |                 |
| 12 | Man Of Property          |                 | 13 gennaio 1985   |                 |
| 13 | You Won't Miss It        |                 | 27 gennaio 1985   |                 |
| 14 | Some Bees Sting (Part 1) |                 | 3 febbraio 1985   |                 |
| 15 | Some Bees Sting (Part 2) |                 | 10 febbraio 1985  |                 |
| 16 | Sunshine Secrets         |                 | 24 febbraio 1985  |                 |
| 17 | Raven                    |                 | 10 marzo 1985     |                 |
| 18 | Stage Fright             |                 | 17 marzo 1985     |                 |
| 19 | High as a Kite           |                 | 31 marzo 1985     |                 |